# 叶夫根尼·别索诺夫
叶夫根尼·伊万诺维奇·别索诺夫（羅馬化：Yevgeniy Ivanovich Bessonov；1968年11月26日）是俄罗斯政治人物，第八届国家杜马代表。
他曾在苏联武装部队中担任排长。1999年至2003年，他担任国家杜马代表尼古拉·科洛梅伊采夫的助手。2006年至2013年，担任机械化和建筑管理有限责任公司的法律顾问。2008年至2021年，他担任第四届、第五届、第六届罗斯托夫州立法会议代表。2021年9月起担任第八届国家杜马代表。

## 制裁
别索诺夫于2022年因俄乌战争而受到英国政府制裁。